# گل (نقده)
گل روستایی از توابع بخش محمدیار شهرستان نقده در استان آذربایجان غربی است.

## جمعیت
این روستا در دهستان المهدی (نقده) قرار دارد و براساس سرشماری مرکز آمار ایران در سال ۱۳۸۵، جمعیت آن ۸۲۷ نفر (۱۴۶ خانوار) بوده‌است.